# Нако Дако Цако
„Нако, Дако, Цако“ е български 3-сериен телевизионен игрален филм (комедия) от 1974 година на режисьорите Нейчо Попов и Мирослав Миндов по сценарий на Петър Незнакомов, Евгени Константинов и Братя Мормареви. Оператор е Стоян Злъчкин. Музиката във филма е композирана от Петър Ступел, Атанас Бояджиев и Вили Казасян.
Музиката се изпълнява от естраден оркестър с диригент Вили Казасян при Комитета за телевизия и радио.

## Серии
- 1. серия – „Коминочистачи“ – 49 минути
- 2. серия – „Шофьори“ – 60 минути
- 3. серия – „Моряци“ – 62 минути [1].

## Актьорски състав
| В ролите | Изпълнител       |
| --- | ---------------- |
| Нако | Георги Калоянчев |
| Дако | Георги Парцалев  |
| Цако | Никола Анастасов |
| певицата | Мария Стефанова  |
| | Жени Филипова    |
| похитител | Иван Касабов     |
| мъж от кафенето / боцмана                                                                                             | Саркис Мухибян   |
| художникът / престъпник от хората на Пупо                                                                             | Иван Цветарски   |
| мъж от кафенето (в 1-ва серия) старшина от гранична милиция (във 2-ра серия) престъпник-наркотрафикант (в 3-та серия) | Димитър Георгиев |
| | Димитър Учкунов  |
| Николай Николаев | Николай Николаев |
| | Н. Николов       |
| | Л. Желязков      |
| | П. Божилов       |
| | А. Найденов      |
| | А. Георгиев      |
| | Н. Петкова       |
| | Д. Хаджиилиев    |
| | С. Иванова       |
| Бианка, цирковата акробатка от Трио „Салвини“                                                                         | Невена Коканова  |
| мамзел Фифи, собственичка на мотел „Фифи“                                                                             | Леа Иванова      |
| похитител / Григор, рулевия моряк и ухажор на Мария                                                                   | Димитър Манчев   |
| Мария, корабната готвачка                                                                                             | Стоянка Мутафова |
| Петров, моряк | Хиндо Касимов    |
| Стефанов , помощник-капитанът на кораба                                                                               | Нейчо Попов      |
| бандит от хората на Пупо                                                                                              | Васил Попов      |
| продавачката в магазина и бандитка от хората на Пупо                                                                  | Жана Стоянович   |
| шефът-наркотрафикант                                                                                                  | Климент Денчев   |
| Пупо, ''престъпник от база 4''                                                                                        | Божидар Лечев    |
| престъпник | Пенчо Пенчев     |
| престъпник | Никола Калоянчев |
| престъпник-наркотрафикант                                                                                             | Стойно Добрев    |